# Cliniodes opalalis
Cliniodes opalalis là một loài bướm đêm trong họ Crambidae.